# Schlachthof (Fernsehsendung)
Der schlachthof (Eigenschreibweise) ist eine Kabarett-Reihe des Bayerischen Rundfunks, die seit März 2013 als Nachfolgesendung von Ottis Schlachthof ausgestrahlt wird. Die Moderatoren sind Michael Altinger und Christian Springer. In der Regel läuft schlachthof einmal im Monat am Donnerstagabend um 21:00 Uhr im BR Fernsehen.

## Konzept
Nach 17 Jahren wurde die Sendung Ottis Schlachthof im November 2012 vor allem wegen gesundheitlicher Probleme des Moderators und Namensgebers Ottfried Fischer eingestellt. Durch eine Umbenennung entstand die Nachfolgesendung schlachthof, bei der wie im Vorgängerformat vorwiegend bayerische Kabarettisten zunächst solo auftreten und dann gemeinsam mit den Moderatoren zusammen über aktuelle politische oder gesellschaftliche Themen diskutieren. Als Kulisse dient ebenfalls das Wirtshaus im Schlachthof in München, allerdings wurden der Zuschauerbereich sowie der Stammtisch modernisiert. Bei der Premierensendung am 21. März 2013 war Ottfried Fischer im Publikum anwesend. Im Gegensatz zur Vorgängersendung wird schlachthof immer donnerstags um 21:00 Uhr live im BR Fernsehen ausgestrahlt. Außerdem stehen auch die beiden Gastgeber Michael Altinger und Christian Springer in der Sendung selbst auf der Bühne, sowohl mit Soloauftritten, als auch mit gemeinsamen Szenen. Im Gegenzug werden in jede Sendung nur drei Gäste eingeladen.